# Zatōichi
Zatōichi (座頭市? letteralmente "Ichi il cieco") è un personaggio letterario creato dallo scrittore giapponese Kan Shimozawa.

## Personaggio
Ichi è un anma, un massaggiatore cieco (di cui la parola zato è un sinonimo). Le caratteristiche del personaggio, oltre ovviamente alla cecità, sono la passione per il gioco d'azzardo, un'incredibile bravura con la spada e la propensione ad aiutare gli indifesi. Di solito l'azione delle storie vede Ichi spostarsi da un paese all'altro, affrontando ogni volta nemici diversi e apprendendo varie realtà della vita di tutti i giorni.

## Cinema
La serie cinematografica su Zatōichi è composta da 28 film ufficiali. I primi 26 sono interpretati dall'attore Shintarō Katsu, mentre il 27° è diretto e interpretato da Takeshi Kitano ed è anche l'unico a essere uscito nei cinema italiani. Altri titoli furono interpretati nei primi anni '70 da un clone di Katsu (Teruo Sakamaki) e non figurano nella lista pur trattando di Zatoichi.

### Lista dei film
| No. | Titolo italiano / inglese                                          | Anno | Giapponese                 | Romanizzazione                                 | Regia            |
| --- | ------------------------------------------------------------------ | ---- | -------------------------- | ---------------------------------------------- | ---------------- |
| 1   | La storia di Zatoichi (The Tale of Zatoichi)                       | 1962 | 座頭市物語                 | Zatōichi monogatari                            | Kenji Misumi     |
| 2   | The Tale of Zatoichi Continues                                     | 1962 | 続・座頭市物語             | Zoku Zatōichi monogatari                       | Kazuo Mori       |
| 3   | New Tale of Zatoichi                                               | 1963 | 新・座頭市物語             | Shin Zatōichi monogatari                       | Tokuzo Tanaka    |
| 4   | Zatoichi the Fugitive                                              | 1963 | 座頭市兇状旅               | Zatōichi kyōjō-tabi                            | Tokuzo Tanaka    |
| 5   | Zatoichi on The Road                                               | 1963 | 座頭市喧嘩旅               | Zatōichi kenka-tabi                            | Kimiyoshi Yasuda |
| 6   | Zatoichi and the Chest of Gold                                     | 1964 | 座頭市千両首               | Zatōichi senryō-kubi                           | Kazuo Ikehiro    |
| 7   | Zatoichi's Flashing Sword                                          | 1964 | 座頭市あばれ凧             | Zatōichi abare tako                            | Kazuo Ikehiro    |
| 8   | Combatti, Zatoichi, combatti! (Fight, Zatoichi, Fight)             | 1964 | 座頭市血笑旅               | Zatōichi kesshō-tabi                           | Kenji Misumi     |
| 9   | Adventures of Zatoichi                                             | 1964 | 座頭市関所破り             | Zatōichi sekisho-yaburi                        | Kimiyoshi Yasuda |
| 10  | Zatoichi's Revenge                                                 | 1965 | 座頭市二段斬り             | Zatōichi nidan-giri                            | Akira Inoue      |
| 11  | Zatoichi and the Doomed Man                                        | 1965 | 座頭市逆手斬り             | Zatōichi sakate-giri                           | Kazuo Mori       |
| 12  | Zatoichi e il giocatore di scacchi (Zatoichi and the Chess Expert) | 1965 | 座頭市地獄旅               | Zatōichi jigoku-tabi                           | Kenji Misumi     |
| 13  | Zatoichi's Vengeance                                               | 1966 | 座頭市の歌が聞える         | Zatōichi no uta ga kikoeru                     | Tokuzo Tanaka    |
| 14  | Zatoichi's Pilgrimage                                              | 1966 | 座頭市海を渡る             | Zatōichi umi o wataru                          | Kazuo Ikehiro    |
| 15  | Zatoichi's Cane Sword                                              | 1967 | 座頭市鉄火旅               | Zatōichi tekka-tabi                            | Kimiyoshi Yasuda |
| 16  | Zatoichi the Outlaw                                                | 1967 | 座頭市牢破り               | Zatōichi rōyaburi                              | Satsuo Yamamoto  |
| 17  | Zatoichi Challenged                                                | 1967 | 座頭市血煙り街道           | Zatōichi chikemuri-kaidō                       | Kenji Misumi     |
| 18  | Zatoichi and the Fugitives                                         | 1968 | 座頭市果し状               | Zatōichi hatashijō                             | Kimiyoshi Yasuda |
| 19  | Zatoichi, il benefattore (Samaritan Zatoichi)                      | 1968 | 座頭市喧嘩太鼓             | Zatōichi kenka-daiko                           | Kenji Misumi     |
| 20  | Zatoichi Meets Yojimbo                                             | 1970 | 座頭市と用心棒             | Zatōichi to Yōjinbō                            | Kihachi Okamoto  |
| 21  | Zatoichi at the Fire Festival                                      | 1970 | 座頭市あばれ火祭り         | Zatōichi abare-himatsuri                       | Kenji Misumi     |
| 22  | Zatoichi Meets the One Armed Swordsman                             | 1971 | 新座頭市・破れ！唐人剣     | Shin Zatōichi: Yabure! Tōjin-ken               | Kimiyoshi Yasuda |
| 23  | Zatoichi at Large                                                  | 1972 | 座頭市御用旅               | Zatōichi goyō-tabi                             | Kazuo Mori       |
| 24  | Zatoichi in Desperation                                            | 1972 | 新座頭市物語・折れた杖     | Shin Zatōichi monogatari: Oreta tsue           | Shintarō Katsu   |
| 25  | Zatoichi at the Blood Fest aka Zatoichi's Conspiracy               | 1973 | 新座頭市物語・笠間の血祭り | Shin Zatōichi monogatari: Kasama no chimatsuri | Kimiyoshi Yasuda |
| 26  | Shintaro Katsu's Zatoichi                                          | 1989 | 座頭市                     | Zatōichi                                       | Shintarō Katsu   |
| 27  | Zatōichi (Zatoichi)                                                | 2003 | 座頭市                     | Zatōichi                                       | Takeshi Kitano   |
| 28  | Zatoichi: The Last                                                 | 2010 | 座頭市                     | Zatōichi Za Rasuto                             | Junji Sakamoto   |

Il titolo inglese è diventato il titolo internazionale di riferimento. Non è sempre una traduzione del titolo giapponese.

### Citazioni e remake
Takeshi Kitano, prima di dirigere e interpretare il suo personalissimo Zatōichi, cita il personaggio nel suo film Getting Any? (1995), dove il protagonista si fa assumere come attore in un film della serie, solo per combinare disastri vari sul set. Un ulteriore adattamento operato da Kitano sul personaggio si trova nella commedia teatrale Miike Takashi × Aikawa Show: Zatoichi (2008).
Una rivisitazione italiana in chiave western di Zatōichi è la pellicola Blindman del 1971 diretta da Ferdinando Baldi e prodotta, sceneggiata e interpretata dall'attore americano Tony Anthony, da un'idea dello stesso Anthony che nel film è un mercante di donne e pistolero cieco ma dalla straordinaria abilità nello sparare con pistola e fucile, e anche nell'utilizzare la dinamite contro i suoi avversari.
Una rivisitazione americana di Zatōichi è il film Furia cieca (Blind Fury, 1989) di Phillip Noyce, dove il protagonista, Nick Parker (Rutger Hauer) è un reduce del Vietnam reso cieco in battaglia e allenato nell'arte della spada da un maestro vietnamita.
Un'altra variante americana su Zatōichi, 'stavolta in chiave western come il film di Anthony, è il film televisivo Giustizia Cieca (Blind Justice, 1994) di Richard Spence, dove il protagonista, Canaan (Armand Assante) è un ex soldato nordista divenuto cieco per una ferita di guerra, ma che, nonostante questo, ha mantenuto una precisione infallibile con la pistola.
Una rivisitazione della storia, al femminile, è Crimson Bat per un totale di quattro film girati ta il 1969 e 1970, e una serie TV di venticinque episodi del 1971, in cui una vagabonda cieca di nome Oichi, interpretata da Yoko Matsuyama, è in realtà un'abilissima e letale spadaccina.
Un'altra rivisitazione al femminile, è Ichi, diretto nel 2008 da Sori Fumihiko, che vede protagonista una donna cieca chiamata Ichi, abile nel combattere con la katana.
In realtà le pellicole su Zatōichi sono ben più di ventotto, contando anche quelle dell'ex-barman nipponico Teruo Sakamaki, che vinse una gara di sosia di Shintaro Katsu e impersonò lo spadaccino cieco in diverse pellicole, alcune di coproduzione o produzione taiwanese come "Lewd Priest: Forty-Eight Positions Cutting" (1969), "The Blind Swordsman vs. The Flying Guillotine" o "The Blind Swordsman's Revenge" (1972), "The Blind Swordsman vs. White Wolf" (1972), "Trust and Brotherhood" (1972), "The Hunchback" (1972) e "The Devil's Owl" (1977). Usava il nome d'arte cinese Sing Lung (incidentalmente eguale a quello di Jackie Chan agli esordi) e apparve anche nel film di Kung-Fu taiwanese "Ispettore Karatè contro anonima sequestri" (The Iron Hero o Inspector Karate, 1974) dove impersonava un boss Yakuza con gli stessi tic di Zatōichi.
Un altro personaggio, quasi omonimo a Zatōichi, lo si trova nel franchising Sabu to Ichi torimono hikae in cui un massaggiatore/agopunturista cieco, di nome Ichi, è un grande esperto di spada.
Un maestro di spada chiaramente ispirato a Zatōichi compare anche negli albi La redenzione del samurai e I fiori del massacro, entrambi disegnati da Andrea Accardi su testi di Roberto Recchioni, e facenti parte della collana Le storie edita da Sergio Bonelli Editore. Nella prima di queste due graphic novel apprendiamo che il vecchio Ichi, leggendario paladino dei deboli e degli oppressi, da molti ritenuto cieco, non lo è affatto.

## Televisione
Shintarō Katsu, oltre ai 26 film, ha interpretato 100 episodi del telefilm giapponese su Zatōichi.
- 1ª stagione: 26 episodi (1974)
- 2ª stagione: 29 episodi (1976)
- 3ª stagione: 19 episodi (1978)
- 4ª stagione: 26 episodi (1979)